# Não Adianta Chorar (samba)
Não Adianta Chorar é um samba de autoria do compositor Heitor dos Prazeres, que deu em 20 de janeiro de 1929 o prêmio de campeã ao então Conjunto Carnavalesco Oswaldo Cruz, atual Portela no primeiro concurso entre as agremiações de samba, realizado na casa de Zé Espinguela, situada na Rua Adolpho Bergamini, bairro do Engenho de Dentro.
O concurso, idealizado por Zé Espinguela reuniu, além da vencedora, a própria Mangueira e a Estácio de Sá. Espinguela, apesar de pertencer à Mangueira e ser o único jurado, reconheceu a superioridade do samba de Prazeres.